# Magdalena Grzyb
Magdalena Grzyb (ur. 1984) – polska kryminolożka, doktor habilitowana, nauczycielka akademicka Uniwersytetu Jagiellońskiego, publicystka, członkini rady nadzorczej Centrum Praw Kobiet.

## Życiorys
Jest córką żywieckiego adwokata Wieńczysława Grzyba; siostrą adwokata Przemysława Grzyba.
W latach 2003–2008 studiowała prawo na Wydziale Prawa i Administracji Uniwersytetu Jagiellońskiego. W 2015 uzyskała stopień doktora nauk prawnych na tymże wydziale na podstawie pracy Kryminologiczne i prawnokarne aspekty przestępstw motywowanych kulturowo; promotorką była Janina Błachut. W ramach programu Socrates–Erasmus odbyła studia w Université des Sciences Sociales Tolouse 1 w Tuluzie. Odbyła staże w Pontificia Universidad Catolica del Peru w Limie (2008); Indiana University, Bloomington, Stany Zjednoczone (2011); Université Montesquieu Bordeaux 4, Francja – stypendystka programu stypendialnego „Cotutelle” Rządu Francuskiego (2012–2013); Universidad de Saragossa (2014); Uniwersytecie Hebrajskim w Jerozolimie (2016); Indiana University, Bloomington, Stany Zjednoczone (2017).
Wśród jej zainteresowań badawczych były: przemoc wobec kobiet, kobietobójstwo, polityka kryminalna, populizm penalny, przestępstwa motywowane kulturowo, kryminologia narracyjna, kryminologiczna problematyka pracy seksualnej i tożsamość płciowa. Opublikowała kilkanaście prac, między innymi Przestępstwa motywowane kulturowo. Aspekty kryminologiczne i prawnokarne (2016), An explanation of the honour-related killings of women in Europe through the Bourdieu’s concept of symbolic violence and masculine domination (2016), Płeć i podkultura przemocy. Kobiety w środkowoamerykańskich maras i pandillas (2017), Seksualna panika, czy racjonalna polityka? O reakcji na molestowanie seksualne studentek w Stanach Zjednoczonych (współautorstwo, 2018), Prostytucja – praca, dewiacja czy eksploatacja? (współautorstwo, 2019), Violence against Women in Poland – the Politics of Denial (2019), Tożsamość płciowa to nie płeć – refleksje na tle wyroku Sądu Okręgowego w Warszawie z 29.09.2020 r., V Ca 2686/19 (2022), monografię Kobieta jako ofiara zabójstwa. Studium kryminologiczne (2024). Była współautorką książki Kryminologia: zarys systemu (2022, wspólnie z Janem Widackim, Wojciechem Dadakiem i Anną Szubą-Boroń). Podjęła pracę jako nauczycielka akademicka na Uniwersytecie Jagiellońskim i na Akademii Andrzeja Frycza Modrzewskiego w Krakowie.
Była kierowniczką dwóch projektów badawczych finansowanych ze środków Narodowego Centrum Nauki w ramach grantu NCN: „Europejska polityka kryminalna wobec przestępstw motywowanych kulturowo” oraz, w latach 2018–2022, „Kobieta jako ofiara zabójstwa”. Została wybrana na sekretarzynię Komisji Kryminologicznej Polskiej Akademii Umiejętności. We wrześniu 2023 została członkinią rady nadzorczej Centrum Praw Kobiet.

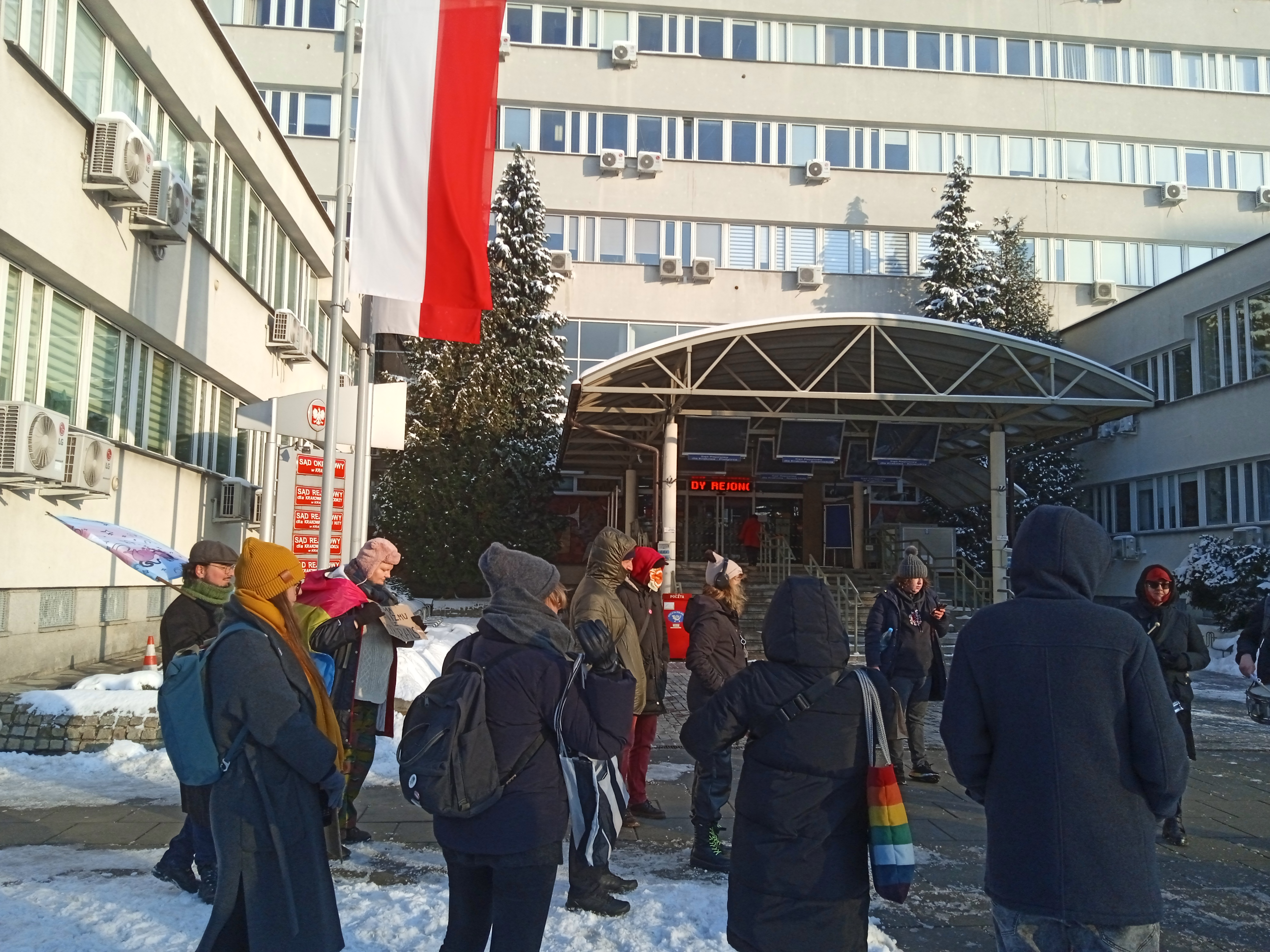
Demonstracja przed budynkiem sądu okręgowego w Krakowie towarzysząca posiedzeniu w sprawie, którą Magdalena Grzyb wytoczyła transaktywistce Mai Heban

Magdalena Grzyb określiła się jako „feministka wyklęta” i ofiara kultury unieważniania (ang. cancel culture). Jej teksty publicystyczne ukazywały się w portalu Kultura Liberalna i Gazecie Wyborczej; Magdalena Grzyb wypowiadała się na forum Klubu Jagiellońskiego. W grudniu 2021 jej wykład w ramach wydarzenia 16 dni przeciwko przemocy ze względu na płeć na Uniwersytecie Jagiellońskim wywołał protesty w związku z oskarżeniami Magdaleny Grzyb o transfobię (w obronie Magdaleny Grzyb stanął wówczas minister edukacji i nauki Przemysław Czarnek). Po tym jak Maja Heban nazwała Magdalenę Grzyb „TERF-ką”, Magdalena Grzyb wytoczyła Mai Heban proces o naruszenie dóbr osobistych; jako świadek w tej sprawie zeznawał przed sądem Łukasz Sakowski. W sierpniu 2024 Magdalena Grzyb wystąpiła w programie TVP Info Kontrapunkt, gdzie zabrała obok Łukasza Sakowskiego głos na temat osób transpłciowych – jej wypowiedź była powodem złożenia skarg do KRRiTV i spotkała się z krytyką ministry Katarzyny Kotuli.